# Верхний Писинер
Верхний Писинер (мар. Емелан почиҥга) — упразднённая деревня в Сернурском районе Республики Марий Эл. Входила в состав Марисолинского сельского поселения. В 2024 году включена в состав деревни Большие Ключи и исключена из учётных данных.

## География
Находится в северо-восточной части республики Марий Эл на расстоянии приблизительно 10 км на север-северо-запад от районного центра посёлка Сернур.

## История
Известна с 1811 года как починок, где числился 1 двор. По сведениям 1877—1883 годов, в починке было 6 дворов. В 1884—1885 годах в 9 дворах проживали 53 жителя, все мари. В 1927 году здесь насчитывалось 17 хозяйств с населением 78 человек, в 1930 году проживали 94 человека, мари. В 1988 году 14 дворов, проживали 53 человека. В 2004 году отмечено 10 дворов. В советское время работали колхозы имени Калинина, имени Ворошилова и «Восход».

## Население
| 2002 | 2010 |
| ---- | ---- |
| 26   | ↗28  |

Население составляло 28 человек (мари 96 %) в 2002 году, 28 в 2010.